# Calcarobiotus imperialis
Calcarobiotus imperialis är en djurart som tillhör fylumet trögkrypare, och som beskrevs av Abe och Hisayoshi Takeda 2000. Calcarobiotus imperialis ingår i släktet Calcarobiotus och familjen Macrobiotidae. Inga underarter finns listade i Catalogue of Life.